# Cortes de Arenoso
Cortes de Arenoso (em castelhano) ou Cortes d'Arenós (em valenciano) é um município da Espanha na província de Castelló, Comunidade Valenciana. Tem 80,6 km² de área e em 2021 tinha 291 habitantes (densidade: 3,6 hab./km²).

## Demografia
| Variação demográfica do município entre 1991 e 2004 | Variação demográfica do município entre 1991 e 2004 | Variação demográfica do município entre 1991 e 2004 | Variação demográfica do município entre 1991 e 2004 |
| --------------------------------------------------- | --------------------------------------------------- | --------------------------------------------------- | --------------------------------------------------- |
| 1991                                                | 1996                                                | 2001                                                | 2004                                                |
| 427                                                 | 411                                                 | 366                                                 | 392                                                 |